# 生出神社
生出神社（おいでじんじゃ）は、山梨県都留市四日市場に鎮座する神社。祭神は建御名方命（たけみなかたのかみ）・八坂刀売命（やさかとめのかみ）。四日市場・下谷村の産神。旧郷社。江戸時代の谷村藩・秋元氏時代には秋元氏の産神。
生出神社は山梨県東部の郡内地方に所在し、都留市谷村から北東に位置する。都留市四日市場・井倉の境界にあたる生出山の北西麓に鎮座している。南には桂川の支流である菅野川（御祓川）が流れる。北には甲州街道・大月宿（大月市）から分岐し、吉田（富士吉田市）へ向かう富士道（現在の国道139号の一部）や、富士急行線・中央自動車道が通過している。
「四日市場」は中世に定期市が開かれたことに由来する地名とされ、戦国時代には『勝山記』天文2年（1533年）条に大月市猿橋町猿橋に架橋する猿橋が焼失した記事において、四日市場も火災に遭ったことを記している。江戸時代には四日市場村が成立し、富士道沿いの宿場町となった。
四日市場の西南方向には谷村が所在し、戦国時代には郡内領主の小山田氏が谷村館を築き、郡内領の支配拠点とした。江戸時代には谷村藩の城下町が築かれ、享保9年（1724年）に甲斐一国が幕府直轄領となると、谷村には谷村代官所が設置された。
生出山は標高701.4メートルの山で、山頂には生出山山頂遺跡があり、縄文時代早期や弥生時代中期の遺物が出土している。生出山には当社のほか井倉・法能に同一の祭神を祀る同社名の「生出神社」が鎮座する。『甲斐国志』によれば、当社を含む三社の生出神社は生出山山頂の小池東方の祠跡を奥宮としていたという。この小池や祠跡は現在では消失している。
井倉の生出神社に伝わる社伝によれば、生出山頂の小池にすむ白蛇が人々を脅かし、山頂に諏訪明神を祀ったことが創始で、延長7年（929年）に四日市場・井倉・法能の三箇所に遷宮し、旧社が奥宮とされたという。
『都留市社記』によれば、江戸時代初期に谷村藩主・秋元富朝が世子誕生を望み諏訪明神に祈願し、成就したため社名を「生出神社」に改めたという。近世には井倉村の生出神社神主である紫村美濃が兼帯している。

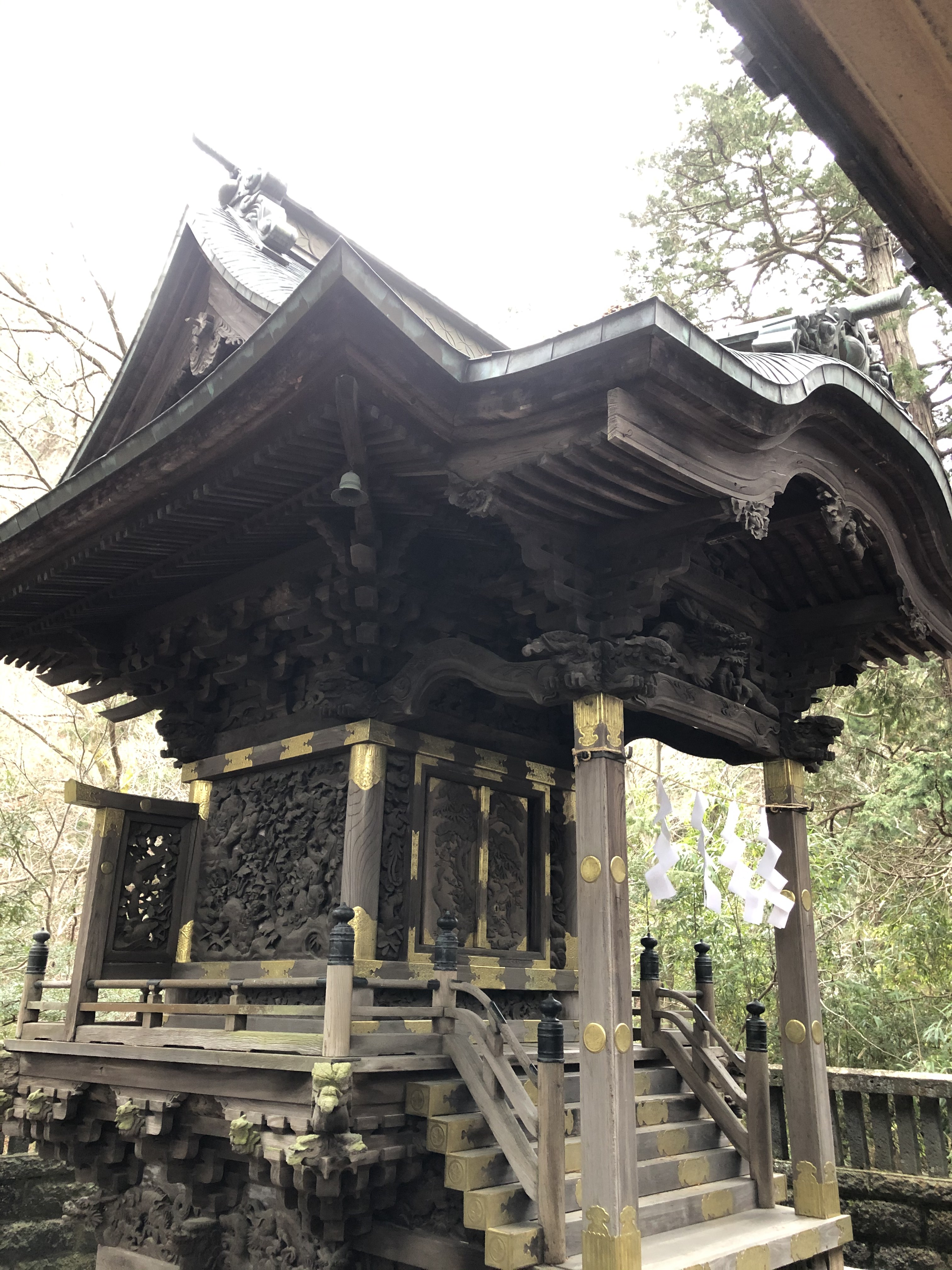
山梨県都留市　生出神社　本殿（明和５年・1768年）棟梁　上鳥沢村、大森三左衛門藤原保義・谷村、花田甚助

社殿は再建されており、『甲斐国志』によれば先代の社殿は元和年間に徳川氏家臣で郡内支配を担った鳥居成次により造営されたという。社蔵の棟札によれば、現在の社殿は明和5年（1768年）に郡内大工仲間の棟梁上鳥沢村、大森三左衛門藤原保義・谷村、花田甚助より再建されたもので、江戸の彫刻師後藤正常・正道親子による獅子の彫刻が残されている。

## 八朔祭
生出神社の例祭は八朔祭と呼ばれる。八朔祭は後に屋台の巡行や大名行列など附祭が加わり発達し、現在では毎年9月1日に行われている。
八朔祭は天保年間にはすでに「往古より供奉順行」と伝わっている。新町の屋台には文化9年（1812年）の墨書が見られる。宝永元年（1704年）に秋元氏が武蔵国川越藩に転封されると、残された道具を用いて創始された祭礼とする伝承がある。
神輿が各地区からの山車を帯同し、谷村城下まで巡行した。
谷村城下の早馬町・下町・新町・中町の屋台飾幕4枚が現存しており、葛飾北斎など江戸で活躍した浮世絵師が手がけている。現存する早馬町の屋台幕の下絵は葛飾北斎が手がけたという。
北斎が下絵を手がけたとされる幕絵は「八朔祭屋台後幕「竹に虎図」」で、江戸後期の寛政後期から文化年間のものであると考えられている。黒のビロードで縁取った緋色の羅紗地に刺繍で虎や竹林・水渓を描いた図で、画面左下に署名「東陽 画狂人北斎筆」の落款と「葛しか」の印がある。落款は北斎が寛政12年（1800年）頃から文化7年（1810年）頃まで用いたものであると指摘される。一方、「葛しか」の印は北斎が60歳に用いられたものであるが、幕絵の印は破損して判読不能であったものを昭和50年代に修理していることから、当初の印ではない可能性が指摘されている。八朔祭の屋台幕絵では、ほかに早馬町の後幕「牧童牛の背に笛を吹く」や新町の後幕「鹿島踊り図」、下町の泥幕「注連縄図」はいずれも北斎の落款は残されていないが、北斎が下絵を手がけたとする伝承がある。

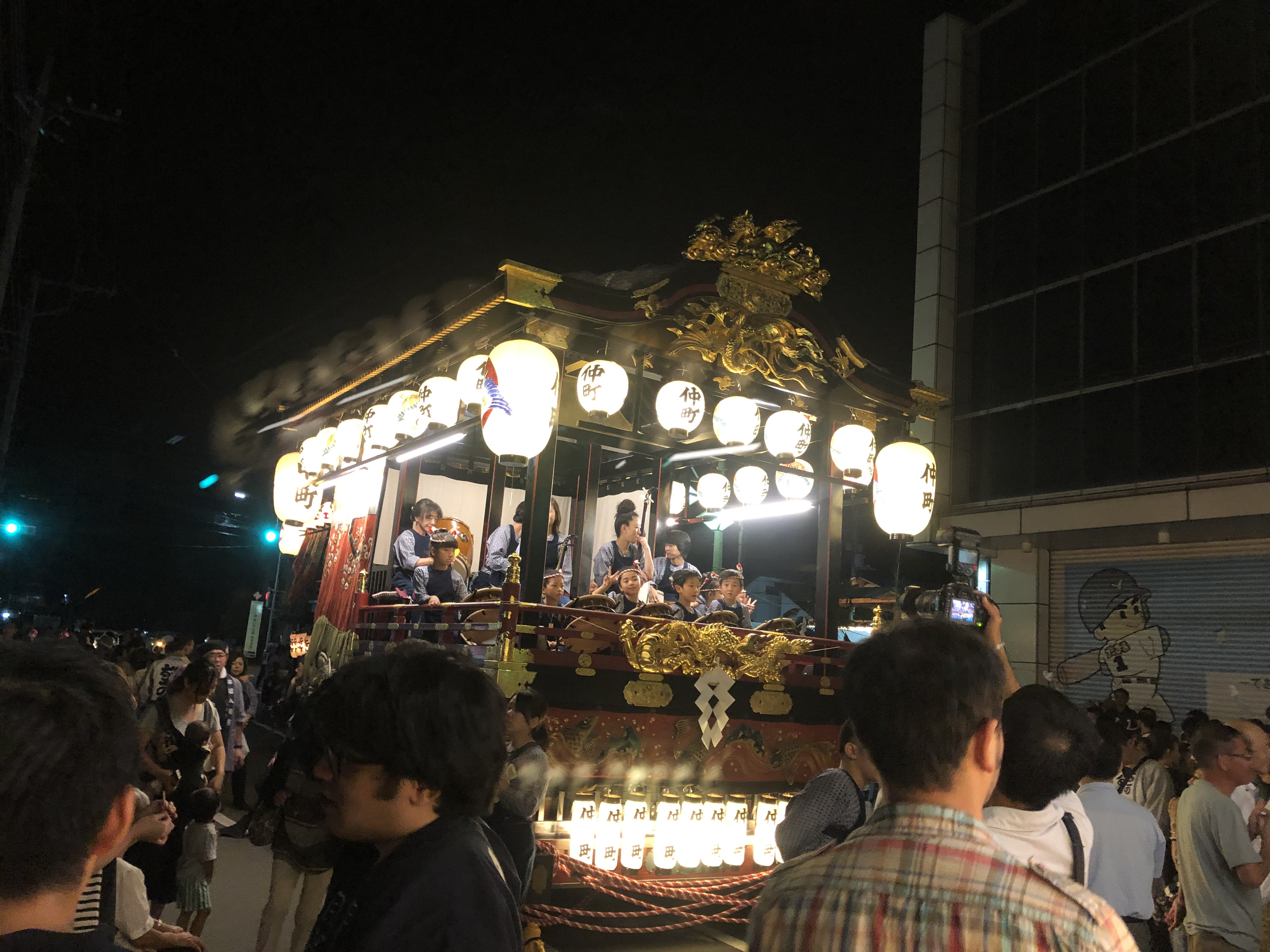
八朔祭り　仲町屋台

北斎以外の浮世絵師では、仲町の後幕は鳥文斎栄之「桜に駒図」、早馬町の中幕は二代柳文朝「野馬図」、下町の中幕「三番叟図」・仕切幕「草花図」が清水岳麟の手がけたものである。北斎の幕絵や栄之の落款の使用時期から、郡内織を介した江戸呉服商との関係のなかで著名な浮世絵師との関わりが生まれ、寛政後期から文化初頭に屋台が整えられたと考えられている。